# Hlubočky
Hlubočky (deutsch Hombok, älter Hambach) ist eine Gemeinde in Tschechien. Sie liegt vier Kilometer nordöstlich von Velká Bystřice und gehört zum Okres Olomouc.

## Geographie
Hlubočky befindet sich in den südwestlichen Ausläufern der Oderberge. Das Dorf liegt im Tal der Bystřice an den Einmündungen der Bäche Hluboček, Posluchovský potok und Zdiměřský potok. Gegen Osten erstreckt sich der Truppenübungsplatz Libavá. Nordöstlich erheben sich der Jílový vrch (615 m), der Strážisko (675 m) und die Skalka (593 m), im Osten die Strážná (625 m) und der Fidlův kopec (Fiedelhübel, 680 m), südöstlich der Mlýnský kopec (Mühlberg, 604 m) und der Holý kopec (600 m) sowie im Westen der V panenském (396 m). Durch Hlubočky führt die Bahnstrecke Olomouc–Opava východ, an der sich in Hlubočky der Haltepunkt Hlubočky-zastávka und Dukla der Bahnhof Hlubočky befinden.
Nachbarorte sind Posluchov und Dukla im Norden, die Wüstung Nepřívaz im Nordosten, die Wüstungen Jestřabí und Varhošť im Osten, Mariánské Údolí, Kovákov und Mrsklesy im Süden, Velká Bystřice, Bystrovany und Bukovany im Südwesten, Droždín und Lošov im Westen sowie Svatý Kopeček und Radíkov im Nordwesten.

## Geschichte
Die erste schriftliche Erwähnung des zur Burg Hluboký gehörigen Dorfes Parua et Magna Hluboky erfolgte 1364. Im Jahre 1365 wurde der Ort als Hlubiczki, 1370 als Hobuk, 1391 als Hlubeczke, ab 1406 als Hluboczke, Hluboczky und Hlubočky bezeichnet. Nach dem Untergang der Burg während der Hussitenkriege wurde Hluboké 1437 an die Herrschaft Velká Bystřice angeschlossen.
Im Jahre 1589 kaufte das Olmützer Domkapitel die Herrschaft auf. Nach dem Dreißigjährigen Krieg erfolgte eine Germanisierung des Dorfes. Die Matriken wurden seit 1651 in Velká Bystřice geführt. Weitere Namensformen waren Hluboczecz (1447), Hlubočec (ab 1480), Hlubuček (ab 1511), Hluboček (ab 1519), Hohnboch bzw. Hahnpach (ab 1677), Humpockh (1718), Hombok (ab 1752), Hlobučko (1771) und Hlobočec, Hloboček, Hlobuček (1847). Mit der Gründung einer Eisenhütte durch Johann Zwierzina im Jahre 1827 setzte der Wandel von einem kleinen Holzfäller- und Flößerdorf zur Industriegemeinde ein. Gegenüber von Hombok entstand neben der Hütte die Arbeiterkolonie Marienthal, die 1846 dem Kataster von Nirklowitz zugeordnet wurde. Bis zur Mitte des 19. Jahrhunderts gehörte Hombok immer zur Olmützer Kapitularherrschaft Groß Wisternitz.
Nach der Aufhebung der Patrimonialherrschaften bildete Hombock / Hluboček ab 1850 eine Gemeinde in der Bezirkshauptmannschaft und dem Gerichtsbezirk Olmütz. 1854 ließ der Eisenhändler Ignaz Karl Machanek den Eisenhammer nördlich des Dorfes zu einer Nagelfabrik umbauen. Die Nagelfabrik und die Marienthaler Eisenwerke wurden 1870 Teil der Homboker und Marienthaler Eisenwaren Industrie- und Handelsaktiengesellschaft „Moravia“ mit Sitz in Olmütz, die in Hombok auch ein Elektrizitätswerk betrieb. Im Jahre 1921 hatte Hombok 1338 Einwohner, davon waren 1091 Deutsche und 247 Tschechen. Seit dieser Zeit wird der amtliche tschechische Ortsname Hlubočky verwendet. 1930 lebten in der Gemeinde 1511 Menschen. Nach dem Münchner Abkommen wurde Hombok 1938 dem deutschen Landkreis Bärn sowie dem Gerichtsbezirk Stadt Liebau zugeschlagen. Am 1. Juli 1939 erfolgte die Eingemeindung von Nirklowitz mit Marienthal. Dadurch wuchs die Einwohnerzahl der Gemeinde Hombok im selben Jahre auf 2424 an. Nach dem Ende des Zweiten Weltkrieges kam Hlubočky wieder zur Tschechoslowakei zurück und die Ortsteile Mariánské Údolí und Mrsklesy wurden wieder nach Velká Bystřice umgemeindet. 1974 wurde Posluchov und im Jahre 1975 noch Mariánské Údolí und Hrubá Voda eingemeindet. Seit 1993 führt die Gemeinde ein Wappen. Die „Moravia“ wurde nach der Samtenen Revolution wieder privatisiert und firmiert heute als Mora Moravia a.s.

## Gemeindegliederung
Die Gemeinde Hlubočky besteht aus den Ortsteilen Hlubočky (Hombok), Hrubá Voda (Großwasser), Mariánské Údolí (Marienthal) und Posluchov (Posluchau) sowie den Ansiedlungen Dukla (Eisenhammer) und Zdiměř. Grundsiedlungseinheiten sind Dukla, Hlubočky, Hrubá Voda, Mariánské Údolí und Posluchov.
Das Gemeindegebiet gliedert sich in die Katastralbezirke Hlubočky, Hrubá Voda und Posluchov.

## Sehenswürdigkeiten

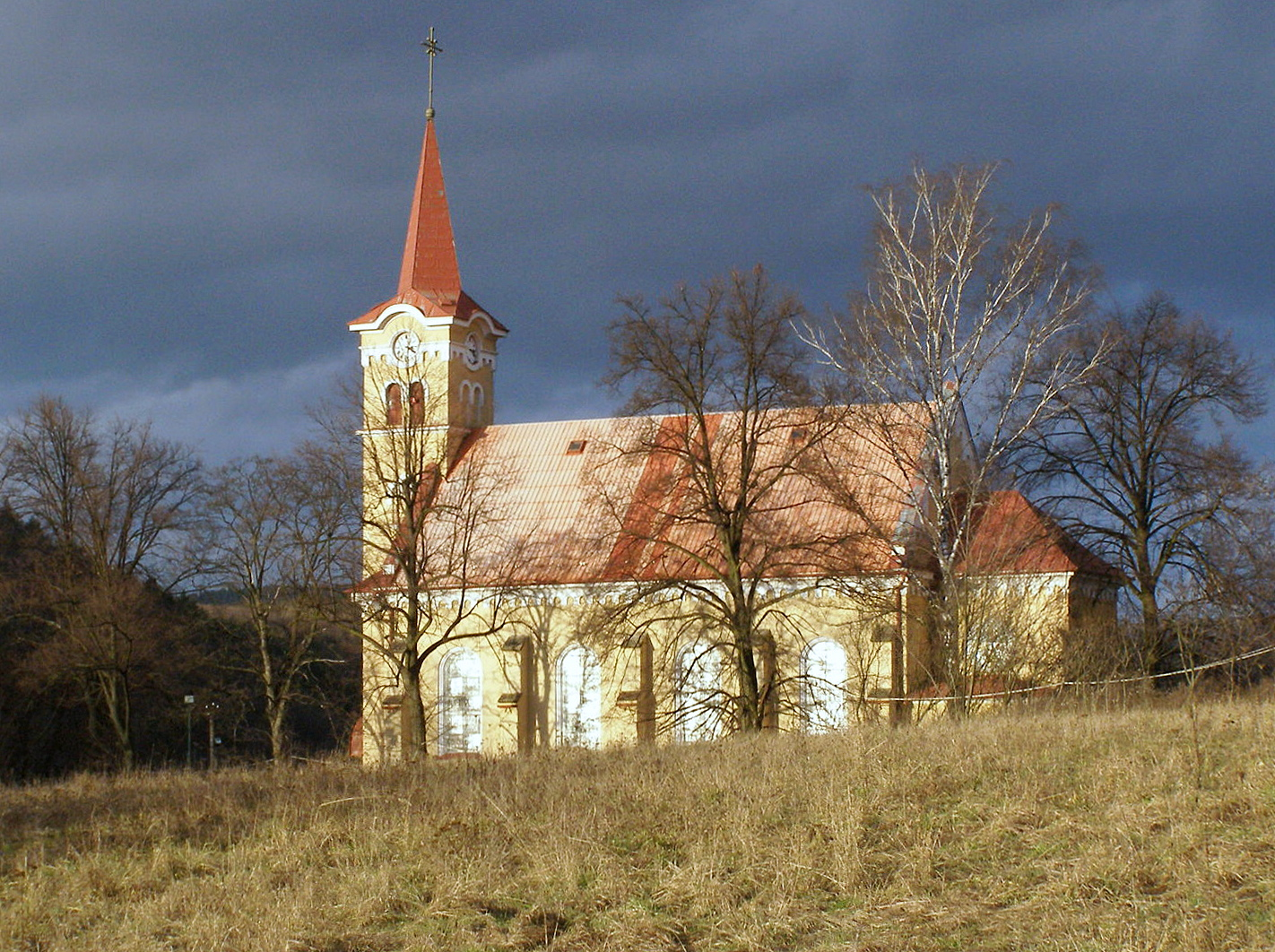
Filialkirche des Göttlichen Herzen des Herrn

- Reste der Burg Hluboký, nördlich von Hrubá Voda auf einem Sporn über der Bystřice. Sie wurde um 1340 als Privatburg des Olmützer Bischofs Jan Volek errichtet und während der Hussitenkriege zerstört. Seit 1437 wird sie als wüst bezeichnet.
- Ehemalige Vogtei, Kulturdenkmal
- Filialkirche des Göttlichen Herzen des Herrn, geweiht 1910
- Kapelle der Schmerzhaften Jungfrau Maria in Mariánské Údolí
- Kapelle der hl. Dreifaltigkeit in Posluchov
- Kapelle am Wasserkraftwerk in Smilov
- Denkmal für die Helden vom Duklapass, an der ehemaligen Arbeiterkolonie der Nagelfabrik in Dukla
- Bildstock vor dem Friedhof
- Mehrere Steinkreuze